# Lisa Boattin
Lisa Boattin, född den 3 maj 1997 i Portogruaro, är en italiensk fotbollsspelare.

## Karriär
Lisa Boattin inledde sin seniorkarriär i A.C.F. Venezia 1984 år 2011. Efter spel i bland annat ACF Brescia och SSD Women Hellas Verona värvades hon 2017 av Juventus FC. Hon har även representerat det italienska damlandslaget där hon debuterade år 2016.